# Wertermittlungsrichtlinie
Die  Wertermittlungsrichtlinien (WertR 2006) bieten eine Basis für die Ermittlung von Verkehrswerten von Grundstücken und von grundstücksbezogenen Rechten und Belastungen durch die Gutachterausschüsse. Sie sind zu beachten, wenn sie angeordnet wurden. Außerdem enthalten sie Grundsätze zur Ermittlung der Enteignungsentschädigung.
Die Anlagen enthalten u. a.
- den Bewirtschaftungskostenkatalog
- die durchschnittlichen Gesamtnutzungsdauern der verschiedenen Gebäudearten
- Vervielfältigertabellen
- das Schema für die Ermittlung der Bruttogrundfläche (BGF)
- die Normalherstellungskosten NHK 2000
- Tabellen zur Berechnung der Alterswertminderung, Diskontierungsfaktoren
- Abschreibungsdivisoren
- Umrechnungskoeffizienten (GFZ)
- die abgekürzte Sterbetafel 1998/2000
- Berechnungshinweise im Bereich des Erbbaurechts und von grundbuchlichen Lasten.

Die Sachwertrichtlinie ersetzt die Nummern 1.5.5 Absatz 4, 3.1.3, 3.6 bis 3.6.2 sowie die Anlagen 4, 6, 7 und 8 der Wertermittlungsrichtlinien
2006 (WertR 2006).
Mit Inkrafttreten der novellierten Verordnung über die Grundsätze für die Ermittlung der Verkehrswerte von Grundstücken (Immobilienwertermittlungsverordnung – ImmoWertV) zum 1. Januar 2022 sind Teile der WertR 2006 nicht mehr anwendbar.

## Belege
1. ↑  Novellierung des Wertermittlungsrechts (Internetseite des BMVSB)